# Tanzania ai Giochi olimpici
La Tanzania ha partecipato per la prima volta ai Giochi olimpici nel 1964.
Gli atleti tanzaniani hanno vinto due medaglie ai Giochi olimpici estivi, mentre non hanno mai partecipato ai Giochi olimpici invernali.
Il Comitato Olimpico Tanzaniano venne creato e riconosciuto dal CIO nel 1968.

## Medaglieri

### Medaglie alle Olimpiadi estive
| Giochi                 | Oro              | Argento          | Bronzo           | Totale           |
| ---------------------- | ---------------- | ---------------- | ---------------- | ---------------- |
| Tokyo 1964             | 0                | 0                | 0                | 0                |
| Città del Messico 1968 | 0                | 0                | 0                | 0                |
| Monaco 1972            | 0                | 0                | 0                | 0                |
| Montreal 1976          | non partecipante | non partecipante | non partecipante | non partecipante |
| Mosca 1980             | 0                | 2                | 0                | 2                |
| Los Angeles 1984       | 0                | 0                | 0                | 0                |
| Seoul 1988             | 0                | 0                | 0                | 0                |
| Barcellona 1992        | 0                | 0                | 0                | 0                |
| Atlanta 1996           | 0                | 0                | 0                | 0                |
| Sydney 2000            | 0                | 0                | 0                | 0                |
| Atene 2004             | 0                | 0                | 0                | 0                |
| Pechino 2008           | 0                | 0                | 0                | 0                |
| Londra 2012            | 0                | 0                | 0                | 0                |
| Rio de Janeiro 2016    | 0                | 0                | 0                | 0                |
| Tokyo 2020             | 0                | 0                | 0                | 0                |
| Parigi 2024            | 0                | 0                | 0                | 0                |
| Totale                 | 0                | 2                | 0                | 2                |

### Medagliati
| Medaglia | Atleta           | Edizione   | Sport            | Evento           |
| -------- | ---------------- | ---------- | ---------------- | ---------------- |
| Argento  | Filbert Bayi     | Mosca 1980 | Atletica leggera | 3000 metri siepi |
| Argento  | Suleiman Nyambui | Mosca 1980 | Atletica leggera | 5000 metri       |